# Cathy Kessel
Pour les articles homonymes, voir Kessel.
Cathy Kessel est une chercheuse américaine en enseignement des mathématiques et consultante. Elle est présidente de l'Association for Women in Mathematics de 2007 à 2009, lauréate du prix Louise Hay en 2017, et blogueuse en mathématiques et éducation.

## Biographie
Cathy Kessel a obtenu son doctorat en mathématiques à l'université du Colorado à Boulder. Elle s'est spécialisée en logique mathématique, et a enseigné pendant trois ans après avoir obtenu son doctorat Elle travaille sur des projets de recherche à la School of Education de l'université de Californie à Berkeley. Elle a été présidente de l'Association for Women in Mathematics de 2007 à 2009 et a travaillé comme consultante en enseignement des mathématiques jusqu'en 2015. 
Elle est également rédactrice du site éducatif Illustrative Mathematics. 

## Publications
- avec M. Linn :
  - (2001). « Test bias ». Dans Judith Worrell (rédactrice en chef), Encyclopedia of Women and Gender (p. 1129-1140), Academic Press.
  - (2002). « Gender differences in cognition and educational performance ». Dans Lynn Nadel (dir.), Encyclopedia of cognitive science (p. 261-267), New York: Macmillan.
  - (2005). « Gender and assessment ». Dans Carol Goodheart & Judith Worell (Eds. ), Handbook of girls’ and women’s psychological health: Gender and well-being across the life span. New York: Oxford University Press.
- (2006). « Perceptions and research: Mathematics, gender, and the SAT ». Focus, vol. 26, no 9, p. 14-15.
- (coll.) (2007). Women mathematicians in the academic ranks: A call to action[3].
- avec D. Nelson. (2011). « Statistical Trends in Women’s Participation in Science: Commentary on Valla and Ceci » (2011). Perspectives on Psychological Science, vol. 6 no 2, p. 147-149.
- (2011). « Women ». Encyclopedia of Mathematics and Society, éd. par Sarah Greenwald et Jill Thompson. Croton-on-Hudson, NY: Golson Media.
- (2014)[4].
- (2015). « Women in mathematics: Change, inertia, stratification, segregation ». Dans Willie Pearson Jr., Lisa M. Frehill et Connie L. McNeely (éditeurs), Advancing Women in Science: An International Perspective (p. 171-186 ; 198-199). Springer International Publishing lire en ligne.

### Enseignement des mathématiques
- (coll.) (1998). « Teaching mathematical problem solving: A microanalysis of an emergent classroom community », in Alan Schoenfeld, Ed Dubinsky et James Kaput (Eds. ), Research in Collegiate Mathematics Education III (p. 1-70) . Providence, RI: American Mathematical Society.
- (coll.) (2001). « Learning to graph linear functions: A case study of conceptual change », Cognition et instruction, vol. 19, (no 2, p. 215-251[5]
- (2013) « A mathematical perspective on educational research ». Dans Y. Li & JN Moschkovich (Eds.), Mathematical proficiency and beliefs in learning and teaching, (p. 237-256), Rotterdam: Sense Publishers.

## Prix et distinctions
- 2017 : prix Louise Hay de l'Association for Women in Mathematics[6]
- En 2017, elle a été sélectionnée comme membre de l'Association for Women in Mathematics dans la classe inaugurale[7].